# Volksentscheid über den Weiterbetrieb des Flughafens Berlin-Tegel
Am 24. September 2017 fand in Berlin parallel zur Bundestagswahl ein Volksentscheid über den Weiterbetrieb des Flughafens Berlin-Tegel statt. Nach dem offiziellen Ergebnis sprachen sich 56,4 Prozent der Teilnehmer für den Weiterbetrieb aus, 41,9 Prozent dagegen, 1,7 Prozent der Stimmen waren ungültig. Weil der Volksentscheid keinen Gesetzentwurf zum Inhalt hatte, ist das Abstimmungsergebnis rechtlich nicht bindend.
Im Juni 2018 entschied das Abgeordnetenhaus Berlins, dass „der mit dem Volksentscheid ‚Berlin braucht Tegel‘ gefasste Beschluss vom Senat nicht umsetzbar ist.“

## Hintergrund

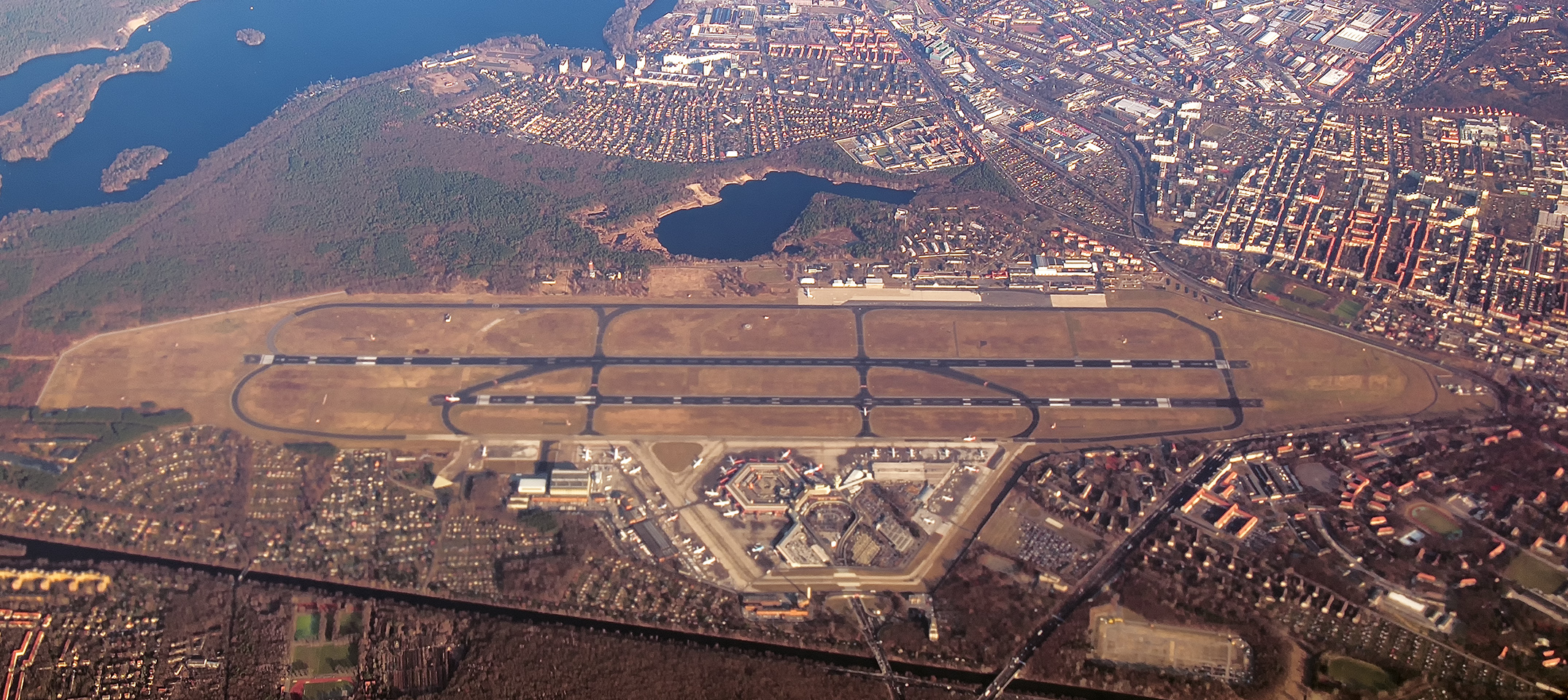
Luftbild des Flughafens Berlin-Tegel

Zur Zeit der deutschen Teilung existierten in Berlin getrennte Flughäfen für Ost-Berlin und West-Berlin. Für den Ostteil gab es den Flughafen Berlin-Schönefeld, und im Westteil die beiden Flughäfen Tempelhof und Tegel. Bald nach der Wiedervereinigung kamen Pläne auf, die Berliner Flughäfen in einem einzigen großen Flughafen zusammenzuführen. Die innerstädtischen Flughäfen sollten geschlossen werden. Nach längeren Diskussionen und diversen Gutachten zum möglichen künftigen Standort einigten sich die Vertreter des Bundes (Bundesverkehrsminister Matthias Wissmann, CDU), des Landes Brandenburg (Ministerpräsident Manfred Stolpe, SPD) und des Landes Berlin (Regierender Bürgermeister Eberhard Diepgen, CDU) im „Konsensbeschluss“ am 28. Mai 1996 auf den Standort Schönefeld als künftigen Flughafenstandort. Mit dem Bau des Flughafens Berlin Brandenburg (BER) wurde im Jahr 2006 begonnen. Die ursprüngliche Planung sah eine Flughafeneröffnung im November 2011 vor und nach den Planungen sollte der Flughafen Tegel spätestens 6 Monate nach Inbetriebnahme von BER geschlossen werden. Am 30. Oktober 2008 wurde der Flughafen Berlin-Tempelhof geschlossen. Der Termin im Jahr 2011 zur Neueröffnung des Flughafens Berlin Brandenburg konnte jedoch aufgrund verschiedener Baumängel nicht eingehalten werden und wurde sukzessive verschoben, zunächst auf Herbst 2012, später auf August 2013, dann Frühjahr 2014, und zuletzt auf „möglicherweise 2018“, bevor er im November 2020 dem Verkehr übergeben wurde. Zeitgleich stiegen die Gesamtkosten des Bauprojektes, die ursprünglich auf eine Milliarde Euro veranschlagt waren, auf annähernd 6 Milliarden Euro.

## Volksinitiative und Volksbegehren zur Offenhaltung des Flughafens Berlin-Tegel

### Volksinitiative
Die Wahl von Schönefeld als Standort des neuen Berlin-Brandenburger Zentralflughafens war von Anfang an nicht unumstritten. Angesichts der zahlreichen Pannen beim Bau des Flughafens Berlin Brandenburg, der Kostensteigerungen und des nicht abzusehenden Eröffnungstermins erhielten die Skeptiker Zulauf. Vielfach wurden Zweifel geäußert, ob der im Bau befindliche Flughafen überhaupt die erforderlichen Kapazitäten hätte. Am 8. Dezember 2015 startete der Verein Pro Tegel e. V. zusammen mit der FDP Berlin unter dem Motto „Berlin braucht Tegel“ eine Volksinitiative zum Erhalt des Flughafens Tegel, um das Abgeordnetenhaus und den Senat dazu zu zwingen, sich mit einer entsprechenden Gesetzesvorlage zu befassen. Am 18. April 2016 erklärte die Berliner Innenverwaltung 23.526 der rund 30.000 gesammelten Unterschriften für gültig, womit das erforderliche Quorum von 20.000 Unterschriften in 6 Monaten überschritten war. Damit waren Senat und Abgeordnetenhaus verpflichtet, sich innerhalb der folgenden 4 Monate mit der Gesetzesinitiative zu befassen. Diese fand jedoch erwartungsgemäß dort keine Mehrheit.

### Volksbegehren
| Bezirk                     | Anzahl  | in % der Stimm- berechtigten |
| -------------------------- | ------- | ---------------------------- |
| Charlottenburg-Wilmersdorf | 39.785  | 18,3                         |
| Reinickendorf              | 29.765  | 16,4                         |
| Steglitz-Zehlendorf        | 34.657  | 15,9                         |
| Tempelhof-Schöneberg       | 24.854  | 10,6                         |
| Spandau                    | 14.582  | 09,0                         |
| Mitte                      | 13.838  | 06,8                         |
| Neukölln                   | 12.801  | 06,3                         |
| Treptow-Köpenick           | 10.961  | 05,4                         |
| Pankow                     | 9.734   | 03,4                         |
| Friedrichshain-Kreuzberg   | 5.599   | 03,3                         |
| Lichtenberg                | 4.176   | 02,0                         |
| Marzahn-Hellersdorf        | 3.511   | 01,8                         |
| Berlin insgesamt           | 204.263 | 08,2                         |

Bei der Abgeordnetenhauswahl in Berlin am 18. September 2016 wurden zwei Parteien, die die Forderung nach Offenhaltung von Tegel unterstützten, ins Abgeordnetenhaus gewählt: die FDP und die AfD. Ein Gesetzesentwurf der FDP-Fraktion am 27. April 2017 zur Offenhaltung von Tegel scheiterte und wurde nur von der AfD-Fraktion unterstützt.
Ab dem 30. November 2016 startete die Initiative „Berlin braucht Tegel“ ein Volksbegehren, mit dem Ziel, einen Volksentscheid über die Tegel-Frage zu erzwingen. Innerhalb von vier Monaten, das heißt bis zum 30. März 2017 waren mindestens 7 % der Unterschriften aller Wahlberechtigten, also mindestens 174.251 von 2.489.291, einzusammeln. Zum Teil erhielt die Initiative verbale Unterstützung aus der Wirtschaft. Vertreter der irischen Fluggesellschaft Ryanair forderten ihre Fluggäste auf, für das Volksbegehren zu stimmen. Am 4. April 2017 erfolgte die offizielle Ergebnisbekanntgabe. Mit 204.263 gesammelten gültigen Unterschriften war der erforderliche Schwellenwert deutlich übertroffen worden. Bemerkenswert an der Stimmensammlung war, dass die Unterschriften ganz überwiegend (zu mehr als 75 Prozent) aus den West-Berliner Bezirken kamen. In den letzten Tagen des Volksbegehrens wurden Zweifel an dessen Gültigkeit laut. Die Firma Sixt hatte einen 10-Euro-Gutschein für das Leisten einer Unterschrift in Aussicht gestellt. Die Landesabstimmungsleiterin hatte daraufhin Strafanzeige bei der Berliner Staatsanwaltschaft wegen vermeintlichen verbotenen Stimmenkaufs gestellt. Auch die Aktion „500 für 500“, nach der Personen an der Verlosung eines 500-Euro-Gutscheins teilnehmen durften, wenn sie mindestens 500 Unterschriften einsammelten, wurde kritisch gesehen, allerdings nicht strafrechtlich, da zwar die Leistung von Unterschriften gegen Vorteilsannahme strafbar ist, aber nicht die Sammlung von Unterschriften. Aufgrund des Ergebnisses erklärte die Berliner Landeswahlleiterin am 4. April 2017: „Angesichts der großen Zahl gültiger Unterschriften – rund 30.000 mehr als erforderlich – ändern die umstrittenen Werbeaktionen, wie die der Firma Sixt, nichts am Ergebnis: Das Volksbegehren ist zustande gekommen.“

### Argumente für und gegen die Offenhaltung des Flughafens Tegel
| Partei | Weiterbetrieb von Tegel    |
| ------ | -------------------------- |
| SPD    | Nein                       |
| CDU    | Ja (vorläufig offenhalten) |
| Linke  | Nein                       |
| FDP    | Ja                         |
| AfD    | Ja                         |
| Grüne  | Nein                       |

Die Argumente der Befürworter einer Offenhaltung von Tegel sind im Wesentlichen die Folgenden: der neu geplante Flughafen Berlin-Brandenburg sei zu klein dimensioniert, da derzeit schon 26 Millionen Fluggäste pro Jahr in Berlin einträfen und mit Steigerungen von bis zu zwei Millionen pro Jahr zu rechnen sei. Bei dem abzusehenden Wachstum des Flugverkehrs seien die Kapazitäten des Flughafens BER in nächster Zukunft erschöpft. Viele andere Metropolen (beispielsweise London, Paris) zeigten, dass mehrere Flughäfen Vorteile böten. Berlin solle sich daher nicht nur von einem einzigen Flughafen abhängig machen, sondern einen Ausweichflughafen offen halten. Die Verkehrsanbindung des BER sei zudem nicht gesichert und es drohe ein Verkehrskollaps im Berliner Osten. Der Flughafen Tegel erwirtschafte außerdem Gewinne – 88 Millionen Euro im Jahr 2014. Beim Wettbewerb mit Taxiunternehmen aus dem Land Brandenburg seien Berliner Taxiunternehmen am BER aufgrund der höheren Gewerbesteuer und der höheren Versicherungsbeiträge benachteiligt.
Die Argumente der Befürworter einer Schließung von Tegel sind: der Flughafen BER ist für 26 Millionen Passagiere ausgelegt. 23 Millionen Passagiere seien alleine im Jahr 2015 in Tegel abgefertigt worden. Der Flughafen Tegel sei in den 1970er Jahren allerdings nur für ein erwartetes Passagieraufkommen von 6 Millionen Fluggästen jährlich gebaut worden, was eine derzeitige Überbelastung von fast 400 Prozent bedeute. Ob BER wirklich zu klein sei, müsse sich erst zeigen, auch da die Wachstumsprognosen unsicher und umstritten seien. Außerdem solle der alte Flughafen Schönefeld weiterbetrieben werden und es sei ein neues Terminal am BER geplant. Die Verkehrsanbindung des BER sei durch eine eng getaktete S-Bahn- und Bus-Anbindung gewährleistet, während man mit öffentlichen Verkehrsmitteln nur mit dem Bus zum Flughafen Tegel anreisen könne. Berlin benötige keinen Ausweichflughafen, da beispielsweise Leipzig nur wenige Flugminuten vom BER entfernt sei. Auch andere Metropolen in Europa hätten nur einen Flughafen (beispielsweise Madrid und Lissabon). Auch die Stadt München sähe keine Notwendigkeit für einen zweiten Flughafen neben dem außerhalb der Stadt gelegenen Drehkreuz München (MUC). Tegel erfülle längst nicht mehr die heutigen Sicherheitsstandards. Beispielsweise sei das Rollfeld in Richtung Osten im Falle einer Notlandung zu kurz. Die Offenhaltung von Tegel würde eine anhaltende Gesundheits- und Umweltbelastung (Lärm und Abgase) für das gesamte Stadtgebiet von Berlin mit sich bringen. In Tegel habe sich ein erheblicher Investitionsstau aufgebaut, da jahrelang mit einer Schließung des Flughafens gerechnet wurde. Dieser Investitionsstau müsse abgearbeitet werden, wenn Tegel weiter offen bliebe, womit Tegel von einem „Gewinnbringer“ zu einem „Verlustmacher“ würde. Allein durch notwendige Schallschutzmaßnahmen seien in der Umgebung von Tegel Investitionen in Höhe von Hunderten Millionen Euro erforderlich. Dazu kämen rund 1.000 Millionen Euro für eine vollständige
Sanierung und ca. 100 Millionen Euro jährlich für den Betrieb zweier Flughäfen parallel.
Berlin brauche den Platz des Flugfeldes in Tegel dringend für günstigen Wohnraum und für neue Arbeitsplätze in modernen Unternehmen. Mit einer Offenhaltung Tegels bestehe das Risiko, dass Berlin in Zukunft gänzlich ohne modernen Flughafen dastehe, da die rechtliche Grundlage für den BER dann fehle.

### Zeitplan vor dem Volksentscheid
Am 25. April 2017 setzte der Berliner Senat den 24. September 2017 als Abstimmungstermin des Volksentscheids fest.
Folgender Zeitplan war vor dem Volksentscheid vorgesehen:
- 11. August 2017: Veröffentlichung des Wortlautes des Volksentscheides im Amtsblatt Berlin
- 14. August 2017: Beginn des Versandes der Abstimmungsbenachrichtigung und der amtlichen Information
- 17. September 2017: Endgültige Bekanntmachung über den Abstimmungstag
- 24. September 2017: Abstimmungstag

### Haltung der politischen Parteien
In einem Beschluss am 22. Juni 2017 sprach sich das Berliner Abgeordnetenhaus mit Mehrheit für die Schließung des Flughafens Tegel aus.  Die Abgeordneten der Regierungskoalition aus SPD, Linken und Grünen votierten für die Schließung, die Abgeordneten von FDP und AfD stimmten dagegen und die CDU-Abgeordneten enthielten sich, weil sie das Ergebnis einer Befragung ihrer Mitglieder abwarten wollten. In einer Mitgliederbefragung am 3. Juli 2017, an der sich 35,8 Prozent der Parteimitglieder beteiligten, votierten 83 Prozent für die Offenhaltung von Tegel. Dieser Standpunkt wurde von der Parteiführung übernommen. Damit bezog die CDU eine gegensätzliche Haltung zu der, die sie während der Regierungszeit in der großen Koalition in Berlin (bis Dezember 2016) vertreten hatte.

## Wortlaut des Volksentscheids

Der Stimmzettel zum Volksentscheid

„Der Flughafen Berlin-Tegel „Otto-Lilienthal“ ergänzt und entlastet den geplanten Flughafen Berlin Brandenburg „Willy Brandt“ (BER). Der Berliner Senat wird aufgefordert, sofort die Schließungsabsichten aufzugeben und alle Maßnahmen einzuleiten, die erforderlich sind, um den unbefristeten Fortbetrieb des Flughafens Tegel als Verkehrsflughafen zu sichern!“

Nach dem Berliner Wahlgesetz ist der Beschlussentwurf durch Volksentscheid angenommen, wenn die Mehrheit der Teilnehmer und zugleich mindestens ein Viertel der zum Abgeordnetenhaus von Berlin Wahlberechtigten zustimmt.

## Abstimmungsergebnis
Die Frage des Volksentscheids wurde mehrheitlich in 9 der 12 Berliner Bezirke befürwortet. Nur in den drei Bezirken Friedrichshain-Kreuzberg, Pankow und Lichtenberg hatten die Nein-Befürworter eine Mehrheit. Bemerkenswert war die außerordentlich hohe Wahlbeteiligung von 71,3 %, die bei vorangegangenen Volksentscheiden immer deutlich unter 50 % gelegen hatte. Dies könnte der am gleichen Tag stattfindenden Bundestagswahl zuzuschreiben sein.
Besonders hohe Zustimmung gab es in den sozial gehobenen West-Berliner Wohngebieten Grunewald, Schmargendorf, Dahlem und in der City-West, in Treptow-Köpenick in den Fluglärmschneisen des Alternativflughafens BER und im Märkischen Viertel nördlich der Fluglärmschneise von Tegel, letzteres möglicherweise aus Sorge um Mietsteigerungen als Folge einer Aufwertung nach Wegfall des Fluglärms. Die stärkste Ablehnung gab es unmittelbar in den Lärmschutzbereichen des Flughafens Tegel.
| Nr. | Bezirk | Ehemals                    | Beteiligung (Stimmber.) | Ja (Teilnehmer) | Ja (Stimmber.) | Nein (Teilnehmer) | Ungültig (Teilnehmer) |
| --- | ------ | -------------------------- | ----------------------- | --------------- | -------------- | ----------------- | --------------------- |
| 1   | OW     | Mitte                      | 68,8 %                  | 54,4 %          | 37,4 %         | 43,0 %            | 2,6 %                 |
| 2   | OW     | Friedrichshain-Kreuzberg   | 72,6 %                  | 44,5 %          | 32,3 %         | 52,3 %            | 3,2 %                 |
| 3   | O      | Pankow                     | 75,4 %                  | 42,7 %          | 32,3 %         | 55,1 %            | 2,1 %                 |
| 4   | W      | Charlottenburg-Wilmersdorf | 74,4 %                  | 68,1 %          | 50,6 %         | 30,0 %            | 1,9 %                 |
| 5   | W      | Spandau                    | 70,1 %                  | 56,9 %          | 39,9 %         | 41,7 %            | 1,5 %                 |
| 6   | W      | Steglitz-Zehlendorf        | 75,8 %                  | 66,2 %          | 50,2 %         | 31,9 %            | 1,9 %                 |
| 7   | W      | Tempelhof-Schöneberg       | 72,0 %                  | 62,3 %          | 44,9 %         | 35,9 %            | 1,8 %                 |
| 8   | W      | Neukölln                   | 65,7 %                  | 58,1 %          | 38,2 %         | 38,9 %            | 3,0 %                 |
| 9   | O      | Treptow-Köpenick           | 72,8 %                  | 57,4 %          | 41,8 %         | 39,0 %            | 3,6 %                 |
| 10  | O      | Marzahn-Hellersdorf        | 62,2 %                  | 52,2 %          | 34,0 %         | 45,7 %            | 2,1 %                 |
| 11  | O      | Lichtenberg                | 68,1 %                  | 47,6 %          | 32,4 %         | 50,3 %            | 2,1 %                 |
| 12  | W      | Reinickendorf              | 71,8 %                  | 63,7 %          | 45,7 %         | 35,1 %            | 1,2 %                 |
| 13  |        | Berlin (insgesamt)         | 71,3 %                  | 56,1 %          | 40,0 %         | 41,7 %            | 2,2 %                 |

 Ehemals: W: ehem. West-, O: ehem. Ost-, OW: Ost/West-Fusionsbezirk 
 Farben der Ja-Stimmen: Anzahl Ja-Stimmen erreicht Mehrheit bzw. Quorum, Anzahl Ja-Stimmen erreicht Mehrheit bzw. Quorum nicht

Ergebnisse nach Briefwahlbezirken (Brief- und Urnenwähler)
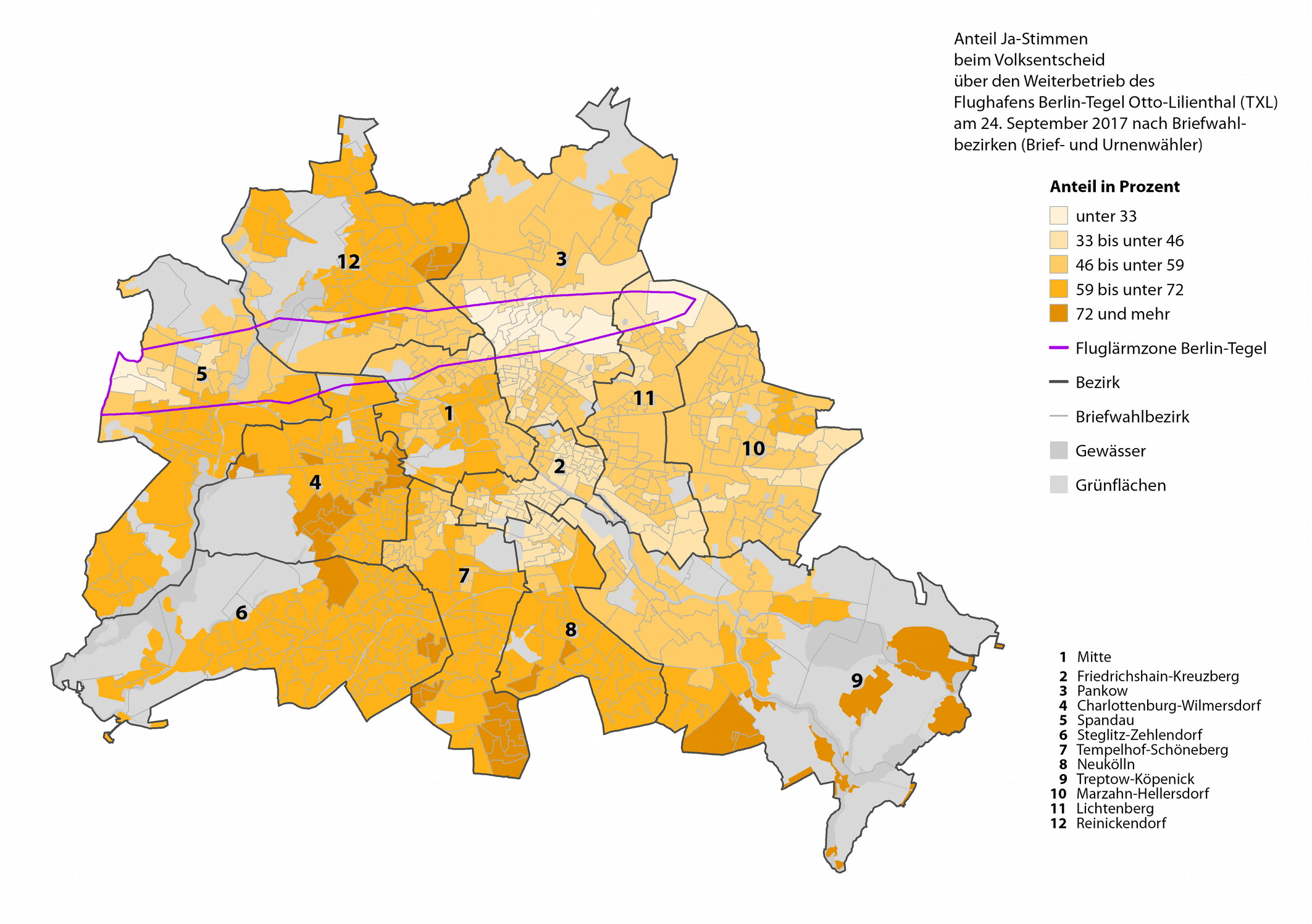
Ja-Stimmen
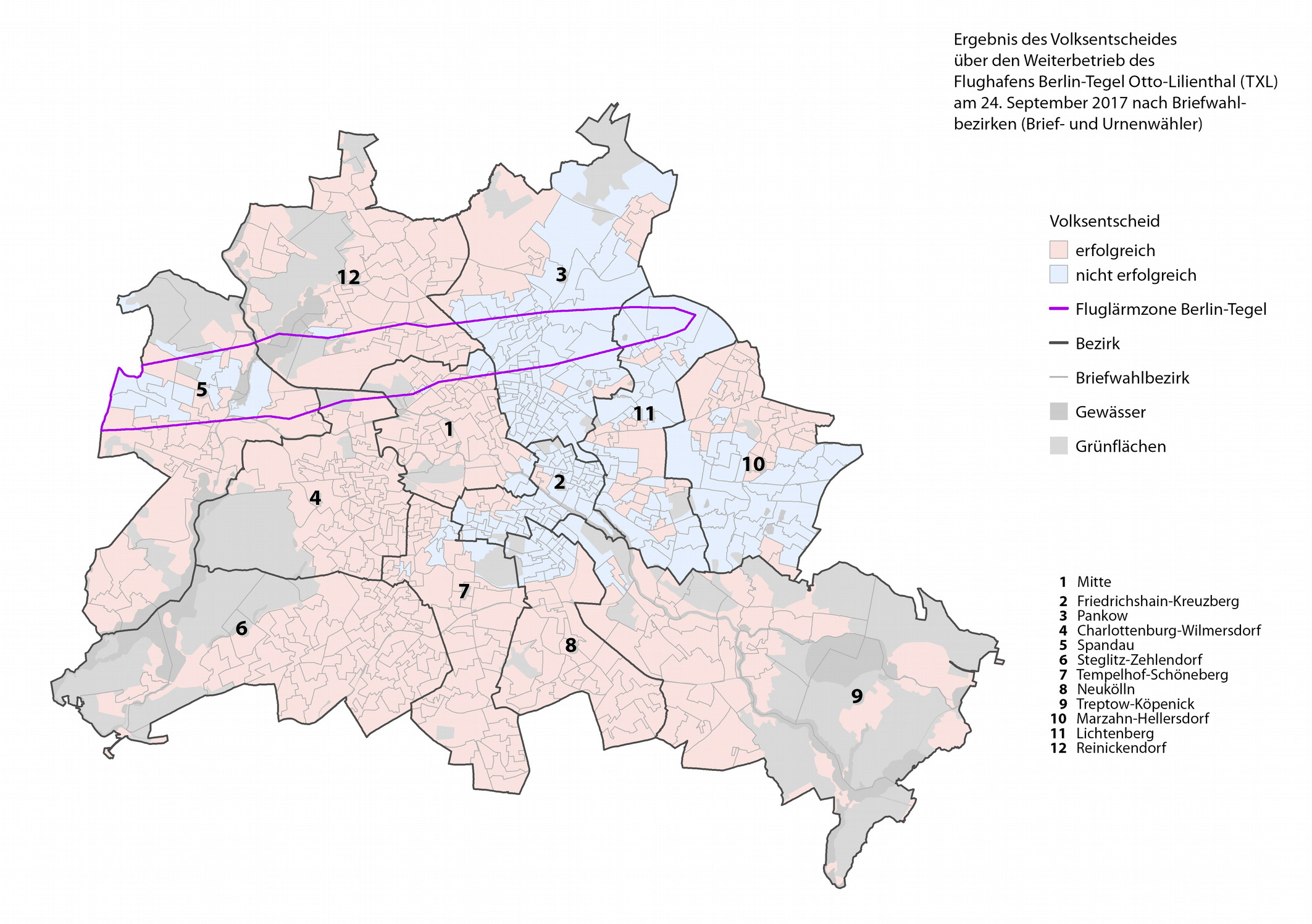
Erfolg des Volksentscheids